# Адмиралтейско-Охтинская линия
Адмиралте́йско-О́хтинская линия (в различных источниках также встречаются названия Рже́вско-Каноне́рская и Красногварде́йский ра́диус) — планируемая линия Петербургского метрополитена, начало строительства которой запланировано не ранее 2045 года.

## История проектирования
Идея связать линией метрополитена запад и восток города существовала в планах строительства Ленинграда ещё в 1980-х годах. Тогда этот проект упоминался под названием Октябрьско-Красногвардейское направление (по названию Октябрьского района, ныне упразднённого и ставшего западной частью Адмиралтейского, и Красногвардейского, расположенного на востоке города).
На протяжении времени планы Правительства города в отношении проекта неоднократно менялись: очерёдность строительства линии относительно других, ее трассировка и количество станций. Согласно опубликованной в 2011 году схеме развития метрополитена, Адмиралтейско-Охтинская линия включала в себя 16 станций (за исключением ныне планируемой станции «Янино», в планах она появится позже), а первая очередь из пяти станций, соединяющая центр города с Красногвардейским районом, должна была быть введена в эксплуатацию в 2021—2025 годах, затем продлевалась в Адмиралтейский район и далее на юго-запад города до существующей железнодорожной платформы «Сосновая Поляна», с устройством на ней пересадочного узла. 
В дальнейшем линия сократилась до 12 станций — участок от «Двинской» до Сосновой Поляны был отменён из-за слишком большой длины перегонов между ныне отмененными станциями «Гутуевская», «Канонерская» и «Проспект Героев»: над планируемыми станциями располагается морской порт Санкт-Петербурга, из-за чего построить надлежащие коммуникации и инфраструктуру метрополитена на поверхности не представлялось бы возможным. Вместо него, была изменена планируемая трассировка Красносельско-Калининской линии: вместо продолжения до Стрельны линия будет строиться на юго-запад города, замещая большую часть планируемых станций Адмиралтейско-Охтинской линии в Красносельском районе.
Предполагалось, что первое время линия будет функционировать аналогично Приморскому радиусу в составе Лахтинско-Правобережной линии: поезда Красносельско-Калининской линии временно шли бы от «Суворовской-1» в сторону «Янино», позже линию бы переподключили после постройки «Суворовской-2», в следствии чего Адмиралтейско-Охтинскую линию можно было бы продолжить дальше в центр города, а поезда Красносельско-Калининской линии отправлялись бы в сторону станции «Смольный», как и было запланировано. Однако в последствии от этих планов отказались, а постройка всей линии была отнесена на период после 2045 года.

## Текущая трассировка линии
Согласно плану развития Петербургского метрополитена от декабря 2018 года, линия будет состоять из 12 станций:
- «Янино» — юго-восточнее пересечения Колтушского шоссе и КАД, на территории посёлка Янино-1[9]. За станцией планируется разместить депо «Красногвардейское», которое будет обслуживать линию.
- «Улица Коммуны» — близ перекрёстка проспектов Косыгина и Наставников.
- «Индустриальный проспект» — в парке Малиновка, недалеко от торгового центра «Июнь»[9].
- «Проспект Энергетиков» — один вестибюль на пересечении проспекта Энергетиков и Якорной улицы, второй — на Бокситогорской улице[9].
- «Большеохтинская-2» — на Красногвардейской площади[9], где планируется пересадка на станцию «Большеохтинская» Кольцевой линии.
- «Суворовская-2» — на пересечении Моисеенко и Новгородской улиц[10]. Это пересадка на одноимённую станцию Красносельско-Калининской линии.
- «Чернышевская-2» — на пересечении улиц Маяковского и Рылеева[10]. Это сверхглубокая (85-90 м) пересадка на существующую станцию «Чернышевская» Кировско-Выборгской линии.
- «Михайловская» — недалеко от Михайловского сада и Михайловского (Инженерного) замка. Один из вестибюлей — на пересечении Садовой и Инженерной улиц, второй — через пути на Манежную площадь, в створе Кленовой улицы[10]. Несмотря на близость к пересадочному узлу между станциями метро «Невский проспект» Московско-Петроградской линии и «Гостиный двор» Невско-Василеостровской линии пересадки на них не предусмотрено, что в преспективе может вызвать неудобства, аналогичные ситуации с неосуществлённым пересадочным узлом на станции «Адмиралтейская» Фрунзенско-Приморской линии.
- «Адмиралтейская-3» — на юго-западном углу Большой Морской и Гороховой улиц[10]. Это пересадка на существующую «Адмиралтейскую» и планируемую «Адмиралтейскую-2». Предлагался вариант сооружения общей станции с Невско-Василеостровской линией по аналогии со станцией «Спортивная» Фрунзенско-Приморской линии и с организацией общей пересадки на неё же[11].
- «Театральная-2» — недалеко от Театральной площади с единственным вестибюлем к Матисову мосту[9], пересадка на строящуюся станцию «Театральная» Лахтинско-Правобережной линии.
- «Площадь Репина» — один из вестибюлей — на пересечении Рижского и Старо-Петергофского проспектов, второй — через пути на юго-западном углу одноименной площади, на месте проходных Адмиралтейских верфей[10]. На основании проекта их реконструкции ведется перепланировка масштабной территории в Адмиралтейском районе, что, в том числе, подразумевает подготовку и планирование территории для второго выхода со станции[12].
- «Двинская-2» — в начале Двинской улицы Гутуевского острова[9], где планируется пересадка на Кольцевую линию. За станцией планируется электродепо для обслуживания линии[13].

### Комментарии
1. ↑  Все линии в навигации обозначены номерами[2], в то время как в рабочей документации используются полные названия, образованные от соединяемых линиями районов[3]. До 1993 года полные названия применялись и в самом метро[4]
2. ↑  Здесь: участок из 7 станций от Адмиралтейской до Комендантского проспекта включительно, в т.ч. Садовая; до 7 марта 2009 все их них были частью Лахтинско-Правобережной линии